# Павіан гамадрил
Павіан гамадри́л, або плащоносний павіан (Papio hamadryas) — мавпа роду павіанів, підряду вузьконосих мавп.
Гамадрили мешкають на відкритих місцевостях Африки (Ефіопія, Судан, Сомалі, Пд. Нубія) та Азії (Аравійський півострів), в тому числі і Ємені. 
Співіснують у великих стадах (100—150 голів). Ситуативно можуть нападати на плантації. Науковці під час дослідження соціальної поведінки гамадрилів виявили нову структуру суспільства поділу-злиття, в якому клан, що складається з окремих сімей, організовується у тимчасові підгрупи для вирішення якихось задач - збиральництва, захисту від хижаків тощо.